# Boekhandel

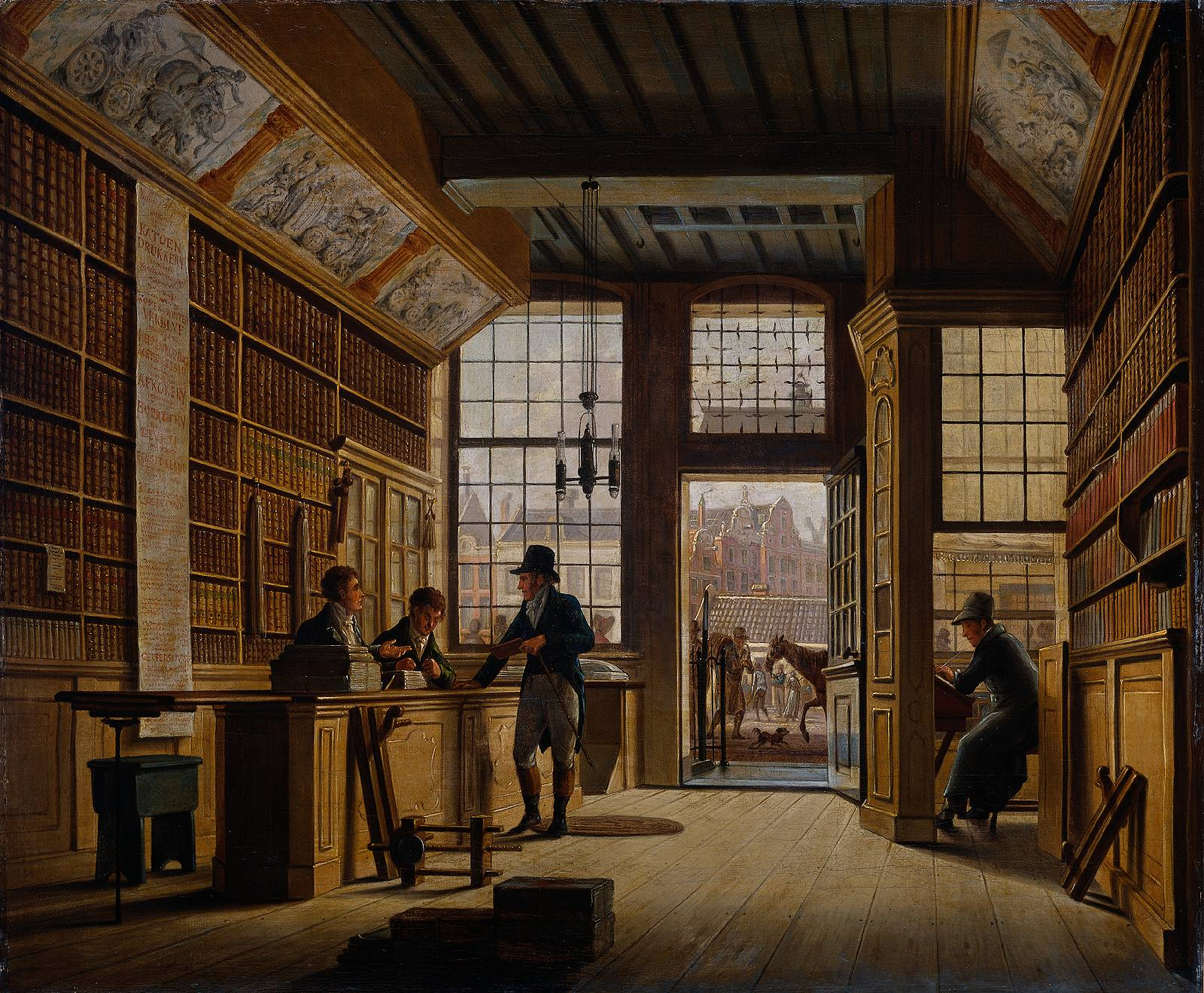
De winkel van boekhandelaar Pieter Meijer Warnars op de Vijgendam te Amsterdam, 1820, door Johannes Jelgerhuis.

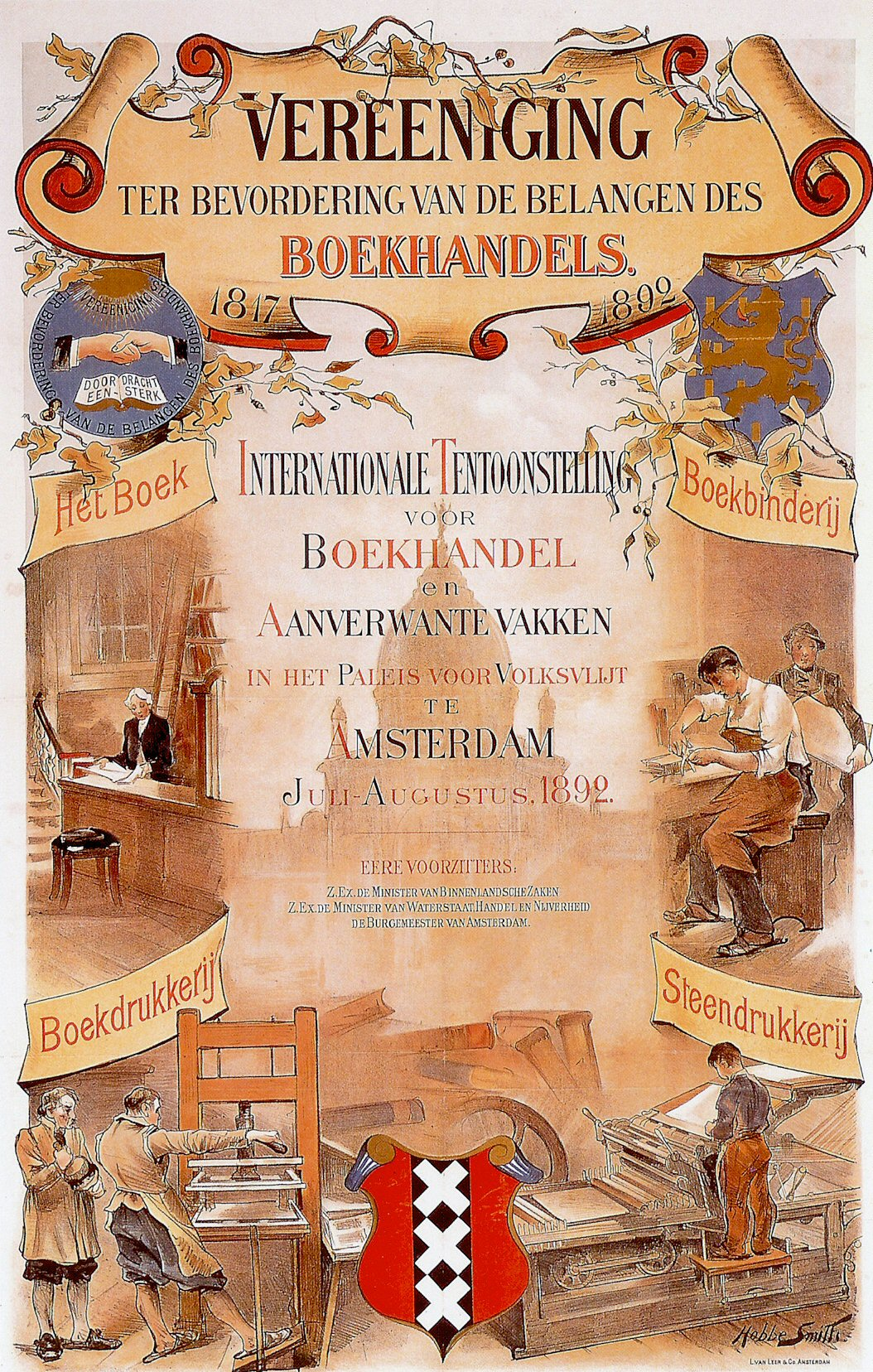
Affiche van de Vereeniging ter Bevordering van de Belangen des Boekhandels, in de wandeling 'Vereeniging met de Lange Naam' (1892)

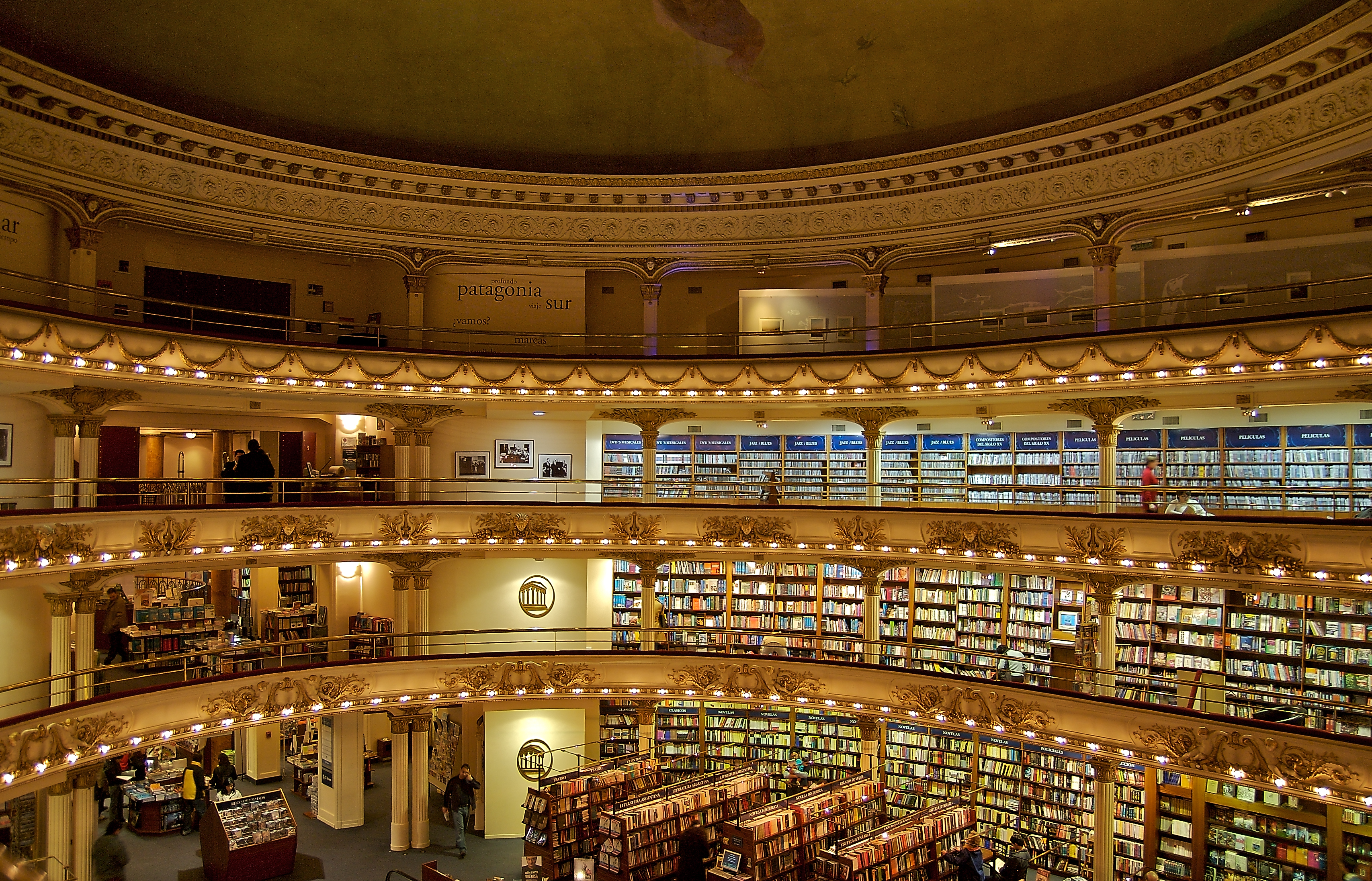
Boekhandel in Buenos Aires, Argentinië

Een boekhandel is een bedrijf waar men boeken kan kopen. Een vestiging van een boekhandel heet een boekwinkel. In de praktijk zijn 'boekhandel' en 'boekwinkel' min of meer synoniemen. Er zijn fysieke boekwinkels en webwinkels die boeken verkopen.

## Ontwikkelingen in de boekhandel
De boekhandel ontstond in de 15e eeuw, toen het afschrijven (kopiëren) van boeken een commerciële bezigheid werd. In de boekhandel kon de klant een boek bestellen en daarbij opgeven hoe het moest worden uitgevoerd en vormgegeven. Deze mogelijkheid verviel toen in de 16e eeuw het gedrukte boek in de handel kwam. In de zeventiende en achttiende eeuw werden de boeken vrijwel uitsluitend door de uitgever verkocht.
Nederland is het land met de hoogste boekhandeldichtheid. Er zijn meer boekhandels per inwoner dan in welk land ook. Zo worden in Nederland veel meer boeken verkocht per inwoner dan bijvoorbeeld Spanje. In Nederland zijn de boekhandelaren verenigd middels de Koninklijke Nederlandse Boekverkopersbond (NBB) in Bilthoven.
In Vlaanderen hebben de onafhankelijke boekhandels zich verenigd in Colibri, sinds 2012 vervangen werd door Confituur. Zo proberen ze een tegenwicht te vormen tegen Standaard Boekhandel, die volgens sommige boekenkenners door een te sterk gedreven commercieel beleid zorgt voor een verschraling van het boekenaanbod in Vlaanderen.
Traditioneel kopen boekverkopers driemaal per jaar nieuwe titels in. Tijdens de voorjaarsbeurs, de zomerbeurs en de najaarsbeurs. Voor deze beurzen sturen de uitgevers brochures toe met daarin de nieuw te verschijnen titels. Het aantal nieuwe titels kan oplopen tot 7.000 tot 8.000 per beurs. In een persoonlijk gesprek met de uitgeversvertegenwoordiger geeft de inkoper van de boekhandel dan aan hoeveel exemplaren hij dan van deze titel wenst in te kopen. Eventueel kan men onderhandelen over de korting op de vaste boekenprijs, maar meestal staat deze vast.
Veel boekhandelaren hebben in een samenwerkingsverband de inkoop (gedeeltelijk) uit handen gegeven aan een franchiser. Zij kopen dan gezamenlijk de boeken in, in ruil voor betere voorwaarden. Deze boekhandelaren zijn vaak herkenbaar aan een gezamenlijke naam of label (Libris, Blz, Plantage, The Read Shop, Boekenpartners, AKO, Bruna). Vaak maken deze groepen ook gezamenlijke reclame in de vorm van huis-aan-huisfolders, websites en in-store promotie.
Sinds de komst van internet zijn er veel speciale internetboekhandels ontstaan, die vaak op internationale schaal opereren. Het aanbod van de latere internetbedrijven beperkt zich vaak niet tot boeken. Grote online warenhuizen als Bol.com, ProxisAzur.be en Amazon.com zijn bijvoorbeeld grote spelers op het gebied van online boekverkoop. Ook op online veilingsites als eBay worden veel nieuwe en tweedehandse boeken te koop aangeboden. Inmiddels hebben ook de meeste traditionele boekhandelaren de online verkoop ter hand genomen.

## Soorten boekhandels
Naast de algemene boekhandels, bestaan er veel gespecialiseerde boekhandels, die zich richten op een bepaalde doelgroep, zoals:
- academische boekhandels
- antiquarische boekhandels
- christelijke boekhandels
- juridische boekhandels
- kantoorboekhandels (verkoop van boeken, tijdschriften, kantoor- en schoolbenodigdheden)[1][2]
- kinderboekhandels
- lhbt-boekhandels
- politieke boekhandels
- reisboekhandels
- stationsboekhandels
- stripboekhandel
- tweedehands boekwinkels
- vrouwenboekhandel

## Bekende boekwinkels
Bekende boekwinkels zijn onder meer:
- In Nederland:
  - Athenaeum Boekhandel, gevestigd in Amsterdam
  - Boekhandel Broekhuis, gevestigd in Almelo, Hengelo, Enschede en Deventer
  - Boekhandel Gillissen & Co
  - Broese, gevestigd in Utrecht
  - Colomba, gevestigd in Leiden
  - De Erven Loosjes
  - Dekker & v.d. Vegt, gevestigd in Nijmegen
  - Dominicanen, gevestigd in Maastricht
  - Donner, gevestigd in Rotterdam
  - Erven J. Bijleveld, gevestigd in Utrecht
  - Scheltema, gevestigd in Amsterdam
  - Scholtens, gevestigd in Groningen
  - Stadsboekhandel, gevestigd in Amsterdam
  - Polare, gevestigd in vele steden, doch failliet gegaan in 2014
  - De Slegte, gevestigd in Leiden en Rotterdam
  - Stumpel, gevestigd in Hoorn, Enkhuizen, Medemblik, Wieringerwerf, Heerhugowaard, Krommenie en Heemskerk
  - Van der Velde, gevestigd in Leeuwarden en Groningen
  - Waanders, gevestigd in Zwolle
- In Vlaanderen:
  - De Slegte, acht filialen, gevestigd in Aalst, Antwerpen (twee), Brugge, Gent, Hasselt, Leuven en Mechelen
  - Standaard Boekhandel, gevestigd in vele steden
- In het Verenigd Koninkrijk:
  - Foyles Bookshop, gevestigd in Londen
  - WHSmith, in meerdere steden (ook buiten het Verenigd Koninkrijk)
- In Frankrijk:
  - Decitre, meerdere vestigingen in Lyon en de voormalige regio Rhône-Alpes
  - Fnac, tegenwoordig een multinationale onderneming met vestigingen over de hele wereld
  - Gibert Jeune, oorspronkelijk uit Parijs